# Dvorec Hotemež
Dvorec Hotemež (nemško Hottemesch) stoji v naselju Hotemež v občini Radeče.

## Zgodovina
Naselje Hotemež je prvič omenjeno leta 1444. Dvorec so sredi 16. stol. postavili Lambergi. Danes je močno predelan v stanovanjski blok.